# ألفرد ميرز
ألفرد ميرز (بالألمانية: Alfred Merz)‏ هو مستكشف وجغرافي نمساوي وألماني، ولد في 24 يناير 1880 في Perchtoldsdorf ‏ في النمسا، وتوفي في 16 أغسطس 1925 في بوينس آيرس في الأرجنتين بسبب ذات الرئة.